# Олівер Вілладсен
Олівер Вілладсен (дан. Oliver Villadsen, нар. 16 листопада 2001, Сендерборг, Данія) — данський футболіст, фланговий захисник німецького клубу «Нюрнберг».

## Ігрова кар'єра

### Клубна
Олівер Вілладсен почав займатися футболом у трирічному віці. У 2010 році він приєднався до академії клубу «Норшелланн». У жовтні 2017 року футболіст підписав з клубом професійний контракт на три роки.
Перед початком сезону 2019/20 Вілладсен продовжив дію контракту з клубом і був заявлений до основного складу на чемпіонат країни. 11 серпня 2019 року футболіст дебютував за клуб в офіційному матчі, вийшовши на заміну в матчі проти «Сількеборга».
У серпні 2024 року перейшов у німецький «Нюрнберг».

### Збірна
З 2016 року Олівер Вілладсен захищав кольори юнацьких збірних Данії всіх вікових категорій. У 2018 році Вілладсен у складі юнацької збірної Данії (U-17) взяв участь у юнацькому чемпіонаті Європи в Англії. На турнірі футболіст провів три гри.
У 2021 році він вперше зіграв у складі молодіжної збірної Данії.